# A16 (Litouwen)
De A16 is een hoofdweg in Litouwen. De weg verbindt Vilnius met Marijampolė en maakt deel uit van de E28. In Marijampolė sluit de weg aan op de Via Baltica naar Warschau, Breslau en Praag. De E28 loopt verder naar het westen via de Litouwse A7 naar Kaliningrad, Gdansk en Stettin.
A1 · A2 · A3 · A4 · A5 · A6 · A7 · A8 · A9 · A10 · A11 · A12 · A13 · A14 · A15 · A16 · A17 · A18 · A19